# Salles-Arbuissonnas-en-Beaujolais
Salles-Arbuissonnas-en-Beaujolais és un municipi francès situat al departament del Roine i a la regió d'Alvèrnia-Roine-Alps. L'any 2007 tenia 747 habitants.

## Demografia

### Població
El 2007 la població de fet de Salles-Arbuissonnas-en-Beaujolais era de 747 persones. Hi havia 271 famílies de les quals 55 eren unipersonals (31 homes vivint sols i 24 dones vivint soles), 78 parelles sense fills, 126 parelles amb fills i 12 famílies monoparentals amb fills.
La població ha evolucionat segons el següent gràfic:
Habitants censats

### Habitatges
El 2007 hi havia 317 habitatges, 272 eren l'habitatge principal de la família, 27 eren segones residències i 18 estaven desocupats. 292 eren cases i 25 eren apartaments. Dels 272 habitatges principals, 204 estaven ocupats pels seus propietaris, 62 estaven llogats i ocupats pels llogaters i 6 estaven cedits a títol gratuït; 10 tenien dues cambres, 29 en tenien tres, 55 en tenien quatre i 178 en tenien cinc o més. 210 habitatges disposaven pel capbaix d'una plaça de pàrquing. A 113 habitatges hi havia un automòbil i a 147 n'hi havia dos o més.

### Piràmide de població
La piràmide de població per edats i sexe el 2009 era:
| Homes | Edats   | Dones |
| ----- | ------- | ----- |
| 0     | 95 o +  | 0     |
| 0     | 90 a 94 | 0     |
| 0     | 85 a 89 | 4     |
| 4     | 80 a 84 | 0     |
| 20    | 75 a 79 | 20    |
| 8     | 70 a 74 | 20    |
| 20    | 65 a 69 | 8     |
| 12    | 60 a 64 | 8     |
| 8     | 55 a 59 | 12    |
| 8     | 50 a 54 | 12    |
| 24    | 45 a 49 | 24    |
| 44    | 40 a 44 | 28    |
| 20    | 35 a 39 | 32    |
| 36    | 30 a 34 | 24    |
| 4     | 25 a 29 | 4     |
| 12    | 20 a 24 | 24    |
| 24    | 15 a 19 | 24    |
| 16    | 10 a 14 | 44    |
| 20    | 5 a 9   | 32    |
| 4     | 0 a 4   | 24    |

## Economia
El 2007 la població en edat de treballar era de 471 persones, 362 eren actives i 109 eren inactives. De les 362 persones actives 345 estaven ocupades (185 homes i 160 dones) i 17 estaven aturades (4 homes i 13 dones). De les 109 persones inactives 41 estaven jubilades, 46 estaven estudiant i 22 estaven classificades com a «altres inactius».

### Ingressos
El 2009 a Salles-Arbuissonnas-en-Beaujolais hi havia 277 unitats fiscals que integraven 785,5 persones, la mediana anual d'ingressos fiscals per persona era de 20.517 €.

### Activitats econòmiques
Dels 19 establiments que hi havia el 2007, 1 era d'una empresa alimentària, 1 d'una empresa de fabricació de material elèctric, 9 d'empreses de construcció, 1 d'una empresa de comerç i reparació d'automòbils, 1 d'una empresa d'informació i comunicació, 1 d'una empresa immobiliària, 3 d'empreses de serveis i 2 d'empreses classificades com a «altres activitats de serveis».
Dels 10 establiments de servei als particulars que hi havia el 2009, 3 eren paletes, 3 guixaires pintors, 2 lampisteries i 2 perruqueries.
L'únic establiment comercial que hi havia el 2009 era una fleca.
L'any 2000 a Salles-Arbuissonnas-en-Beaujolais hi havia 45 explotacions agrícoles que ocupaven un total de 330 hectàrees.

## Equipaments sanitaris i escolars
El 2009 hi havia una escola elemental.

## Poblacions més properes
El següent diagrama mostra les poblacions més properes.